# Clément Pitroipa
Clément Pitroipa (Uagadugú, 23 de noviembre de 1998) es un futbolista burkinés que juega en la demarcación de centrocampista para el AS Douanes de la Primera División de Burkina Faso.

## Selección nacional
Hizo su debut con la selección de fútbol de Burkina Faso el 16 de enero de 2021 en un encuentro del campeonato Africano de Naciones de 2020 contra Malí que finalizó con un resultado de 1-0 a favor del combinado maliense tras el gol de Siaka Bagayoko.

## Clubes
| Club             | País            | Año       | Partidos | Goles |
| ---------------- | --------------- | --------- | -------- | ----- |
| KOZAF            | Burkina Faso    | 2017-2018 |          |       |
| USFA Ouagadougou | Burkina Faso    | 2018-2021 | 48       | 18    |
| ASEC Mimosas     | Costa de Marfil | 2021-2022 | 4        | 0     |
| AS Douanes       | Burkina Faso    | 2022-     | 63       | 9     |